# Targówek
Targówek es un dzielnica (distrito) de Varsovia. Es el séptimo distrito con más habitantes de Varsovia y uno de los más densamente poblados. El distrito está situado al norte de la ciudad, en la ribera oriental del río Vístula. La ciudad se divide en dos zonas: la residencial y la industrial.

## Historia
Antes de que Targówek fuera un distrito, era una localidad ajena a Varsovia. Durante la Edad Media fue usado como lugar para acoger a las ferias y los mercados de la ciudad, siendo un importante centro económico. Targówek acogió el barrio judío (la "judería") de Varsovia, aunque la población de Targówek era totalmente independiente a la futura capital de Polonia. Desde su fundación, Targówek fue un municipio independiente, aunque se fusionó con Varsovia en el año 2002, pasando a ser un nuevo distrito.
Gran parte del distrito está cubierto por parques municipales, como el parque Lasek Bródnowski, el Parque Bródnowski o el parque Wiecha, los tres situados en la parte oriental del distrito y construidos durante la Edad Moderna.